# Station Moret - Veneux-les-Sablons
Station Moret - Veneux-les-Sablons is een spoorwegstation aan de spoorlijn Paris-Gare-de-Lyon - Marseille. Het ligt bij Veneux-les-Sablons in de Franse gemeente Moret-Loing-et-Orvanne in het departement Seine-et-Marne (Île-de-France).

## Geschiedenis
Het station werd in 1858 geopend door de Compagnie des chemins de fer de Paris à Lyon et à la Méditerranée aan de sectie Melun - Montereau, voorbereidend op de opening van de spoorlijn Moret-Veneux-les-Sablons - Lyon-Perrache. Sinds zijn oprichting is het station eigendom van de Société nationale des chemins de fer français (SNCF).

## Ligging
Het station ligt op kilometerpunt 66,780 van de spoorlijn Paris-Gare-de-Lyon - Marseille, en is het beginpunt van de spoorlijn Moret-Veneux-les-Sablons - Lyon-Perrache.

## Diensten
Het station wordt aangedaan door verschillende treinen van Transilien lijn R:
- Tussen Paris-Gare de Lyon en Montereau
- Tussen Paris-Gare de Lyon en Montargis

Ook doen verschillende treinen van TER Bourgogne het station aan:
- Tussen Paris-Gare de Lyon en Laroche-Migennes
- Tussen Paris-Bercy en Auxerre-Saint-Gervais

Ook doen Intercités treinen tussen Paris-Bercy en Nevers het station aan.

## Vorige en volgende stations
| Richting           | Vorig station        | Lijn    | Volgend station    | Richting  |
| ------------------ | -------------------- | ------- | ------------------ | --------- |
| Paris-Gare de Lyon | Thomery              | Trans R | Saint-Mammès       | Montereau |
| Paris-Gare de Lyon | Fontainebleau - Avon | Trans R | Montigny-sur-Loing | Montargis |